# 君ヶ嶽助三郎
君ヶ嶽 助三郎（きみがだけ すけさぶろう、1814年〈文化11年〉 - 1854年10月21日〈嘉永7年8月30日〉）は、浦風部屋及び境川部屋に所属した力士。

## 経歴
苗字は若林と伝わっているが詳細は不明。身長・体重とも不明だが小兵だった。信濃国埴科郡東寺尾村（現在の長野県長野市松代町）出身。
最高位は東前頭筆頭。
半農半商だった若林伴蔵（若松屋）の子として生まれた。稲出川市右衛門（3代浦風）に見込まれ、1835年1月場所で初土俵（序ノ口）を踏んだ。1841年11月場所で西十両10枚目（十枚目格）に昇進。翌1842年に3代境川の甲豊五郎の養子となったが、十両時代は一進一退の相撲が続いた。1847年3月場所で5勝2敗1分の好成績を挙げ、翌11月場所で新入幕を果たした。入幕後はやや勝ちが先行するようになり、1850年3月場所では6勝3敗1休の優勝次点（優勝相当成績は小柳常吉〈のち大関。この場所6勝0敗2休2分の成績だった〉）の好成績を挙げた。翌1851年2月場所で松代藩の抱えとなった。小兵ながら、当時の大関・鏡山濱之助や小結・常山五良治を破ったこともあり、実力派の力士として活躍した。現役中より4代境川を襲名し二枚鑑札となっていたが、それが寿命を縮める結果となり、現役中の1854年8月30日に死去。享年41歳。墓は長野市松代町の西念寺。
幕内通算 14場所 50勝42敗21分22休の成績を残した。
改名歴なし。
香蝶楼豊国（歌川国貞）によって、帯刀をしている浮世絵が現存している。また近年になって、地元のNPO法人を中心に君ヶ嶽の足跡を残す動きも活発になっている。